# Intelectualización
La intelectualización es un concepto psicoanalítico. Es un mecanismo de defensa, donde el razonamiento se utiliza para bloquear la confrontación con un conflicto inconsciente y su estrés emocional asociado, mediante el «uso excesivo de ideación abstracta para eludir sentimientos difíciles». Implica apartarse a uno mismo, emocionalmente, de un suceso estresante. La intelectualización puede estar acompañada, pero difiere de la racionalización, que es la justificación de la conducta irracional a través de clichés, historias y explicaciones oportunas. En lugar de confrontar los acontecimientos dolorosos, la intelectualización pretende analizarlos de forma indiferente y distante.
La intelectualización es uno de los mecanismos de defensa originales de Freud. Él creía que los recuerdos tienen aspectos tanto conscientes como inconscientes, y que la intelectualización permite el análisis consciente de un evento de una manera que no provoque ansiedad.
A veces se hace una comparación entre el aislamiento y la intelectualización. En el primero, se reprime el pensamiento, pero no el sentimiento (se puede sentir ansiedad sin saber por qué, por ejemplo). En el segundo, ocurre lo contrario y se recuerda el pensamiento, pero se olvida el sentimiento asociado a él.

## Descripción
La intelectualización se define como un proceso por el cual el sujeto intenta dar una forma discursiva abstracta a sus emociones, sentimientos, pensamientos, deseos y conflictos, con el fin de controlarlos e impedir que surjan ideas intolerables. El mecanismo de la intelectualización es utilizado para reprimir emociones como dolor, ira, impotencia o angustia en el inconsciente, pasando toda la atención al pensamiento racional.  Es un pensamiento de tipo teórico y abstracto. Son generalizaciones que escapan de situaciones particulares. En general es una forma de resistencia ya que se opone a la asociación libre. En el marco de un psicodiagnóstico el sujeto lo utiliza para de esta manera mantener la distancia, y neutralizar los afectos.
La intelectualización es una «huida hacia la razón», donde la persona evita emociones incómodas, centrándose en los hechos y la lógica. La situación es tratada como un problema interesante que sujeta a la persona a una base racional, mientras que los aspectos emocionales son completamente ignorados considerándolos irrelevantes. El creador del término fue el psicoanalista kleiniano británico, Ernest Jones, quien escribió el primer artículo sobre la racionalización (1908-1909). Freud incorporó la idea y el término unos cinco años después.
Freud no utilizó el término «intelectualización» en ninguno de sus escritos, pero su conocimiento de que las funciones intelectuales se pueden utilizar como defensa se aprecia muchas veces. En La Negación describió los casos clínicos en los que «la función intelectual se separa del proceso afectivo... El resultado de esto es una especie de aceptación intelectual de lo reprimido, mientras que al mismo tiempo, esto es esencial para que la represión persista». Freud también describió un análisis infructuoso en el que «se adelantó casi sin signos de resistencia, la paciente participa activamente con su intelecto, aunque absolutamente tranquila emocionalmente... completamente indiferente».
Anna Freud dedicó un capítulo de su libro El Yo y los Mecanismos de Defensa (1937) a la «Intelectualización en la Pubertad», al ver la forma como el «aumento intelectual, científico, y los intereses filosóficos de la época representan los intentos de dominar los impulsos y las emociones implicadas» como algo relativamente normal. A su juicio, sólo «si el proceso de intelectualización sobrepasa todo el campo de la vida mental» podría ser «entonces patológico».
La jerga es a menudo utilizada como un medio de intelectualización. Con el uso de terminología compleja, se centra la atención en las palabras y definiciones más exactas en vez de los efectos humanos.
La intelectualización protege contra la angustia reprimiendo las emociones relacionadas con un evento. También se conoce como «aislamiento afectivo» cuando los elementos afectivos son retirados de la situación. Esto le permite a uno tratar con una situación racionalmente, pero puede provocar la supresión de sentimientos que necesitan ser admitidos para seguir adelante.

## Intelectualización en la Jerarquía de Defensa
Vaillant dividió los mecanismos de defensa en una jerarquía de «defensas inmaduras, defensas neuróticas y defensas maduras... siendo las inmaduras menos saludables que las neuróticas». Él coloca el proceso de intelectualización «que podríamos imaginar como un acto violento, sin los sentimientos violentos que normalmente le acompañan» entre las defensas "neuróticas" «...que suelen ser utilizados por personas de gama media».
En tal perspectiva, la intelectualización y la racionalización «...cierran la brecha entre los mecanismos inmaduros y aquellos de madurez, y a menudo persisten en la vida adulta sin conducir a ningún problema evidente».

## Ejemplos
Supongamos que Juan ha sido criado por un padre estricto, y se siente herido y enojado por ello. Aunque Juan puede tener profundos sentimientos de odio hacia su padre, cuando habla de su infancia, Juan podría decir: «Sí, mi padre era una persona bastante firme, supongo que tengo sentimientos de antipatía hacia él, incluso ahora». Juan intelectualiza, elige palabras racionales y emocionalmente frías para describir las experiencias que suelen ser emocionales y muy dolorosas.
Una persona con cáncer solicita datos sobre la probabilidad de supervivencia y las tasas de éxito de varias drogas. El médico puede responder, usando «carcinoma» en lugar de «cáncer» y «terminal» en lugar de «fatal».
Una mujer que ha sido violada busca información sobre otros casos y la psicología de los violadores y las víctimas (en vez abordar de forma más directa las cuestiones psicológicas y emocionales). 
Una persona que tiene grandes deudas construye una compleja hoja de cálculo sobre cuánto tiempo se necesitaría para pagar utilizando diferentes formas de pago y tasas de interés, en lugar de intentar comprender y luego detener su impulso por gastar dinero.